# Heinz-Graffunder-Park
Der Heinz-Graffunder-Park ist eine Parkanlage im Berliner Ortsteil Marzahn des Bezirks Marzahn-Hellersdorf direkt am Helene-Weigel-Platz gelegen.

## Geschichte

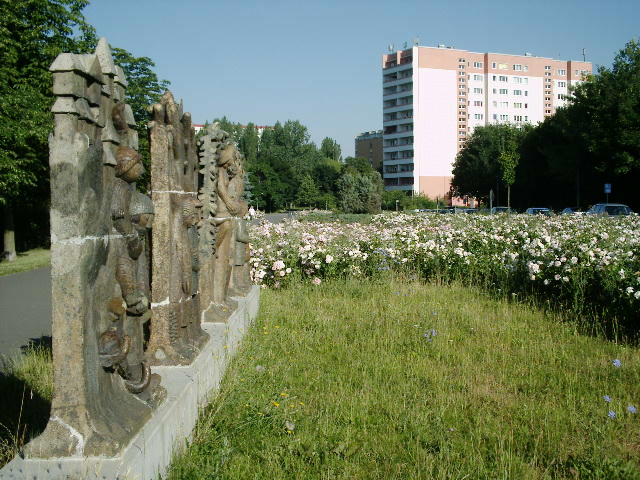
Die vier Jahreszeiten im Heinz-Graffunder-Park

Der Park entstand in den 1980er Jahren im Marzahner Wohnquartier Südspitze und erstreckt sich von der Allee der Kosmonauten, Marchwitzastraße bis zum Eugen-Roth-Weg. Es stehen im Park ein Bolzplatz, Tischtennisplatten, ein Wasserspielplatz, ein kleiner Kletterturm und mehrere Spielplätze zur Verfügung. Außerdem stehen dort viele verschiedene Skulpturen, wie zum Beispiel Die vier Jahreszeiten. Der Park erhielt am 9. Dezember 2004 aus Anlass des zehnten Todestages von Heinz Graffunder den Namen Heinz-Graffunder-Park.
Im Rahmen des Stadtumbau Ost wurde im Jahr 2004 im Eugen-Roth-Weg 18/20 zwei Schulgebäude zurückgebaut. Die freigewordene Fläche wurde erst im Jahr 2005 entsiegelt, danach wurde im Anschluss der Mutterboden aufgetragen und ein Zaun gesetzt. Es entstand ein temporäres Areal mit 20 Grabelandparzellen, die sind alle komplett verpachtet.